# Narrow body

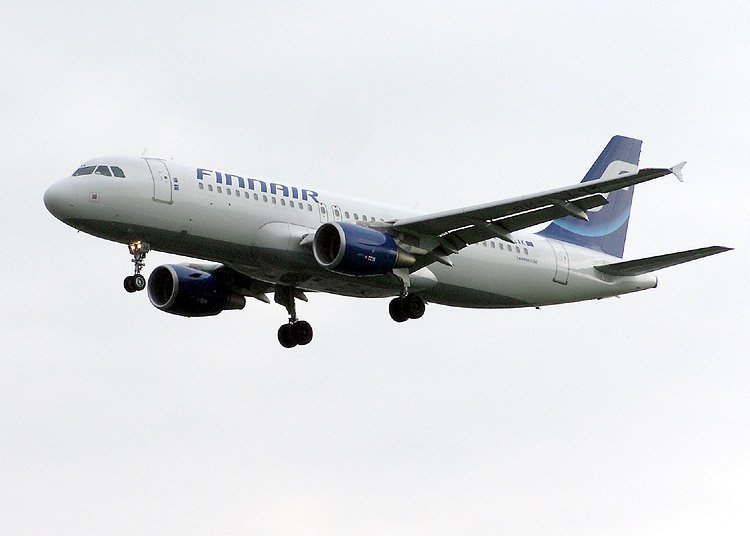
Airbus 320 är ett exempel på en flygplanstyp med Narrow Body

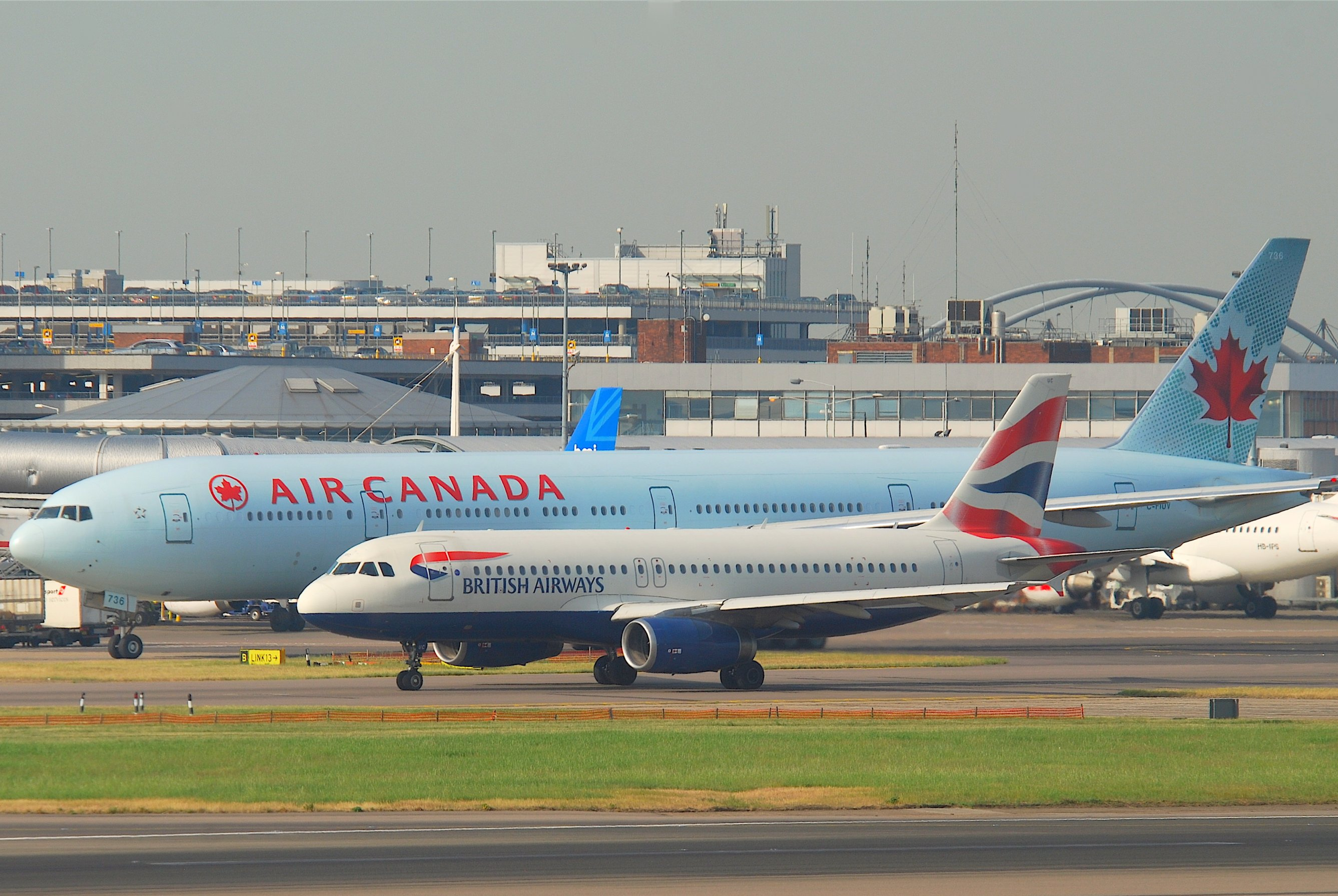
Storleksjämförelse mellan en British Airways Airbus A320 (narrow body) och en Air Canada Boeing 777-300ER (wide body)

Narrow body (från engelska: smal kropp) är benämningen på ett passagerarflygplan som har en mittgång och tillåter sex stolar i bredd och normalt en flygplansdiameter upp till fyra meter. Den större motsvarigheten är Wide body flygplan med två gångar.

## Exempel

### Sexsätes konfiguration
- Airbus A320
- Boeing 707
- Boeing 727
- Boeing 737

### Femsätes konfiguration
- McDonnell Douglas DC-9

## Bilder

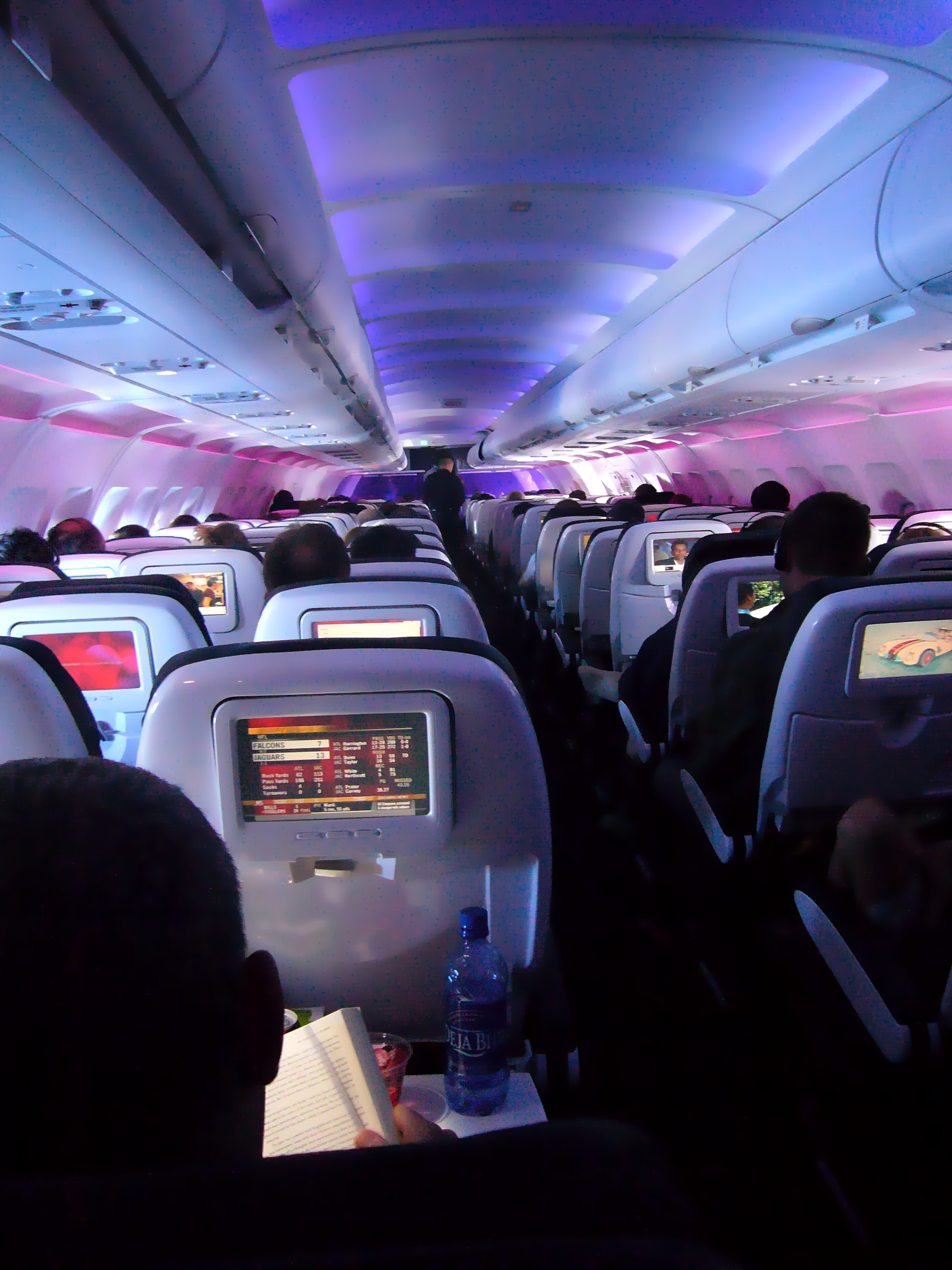
Interiör från en Airbus 320
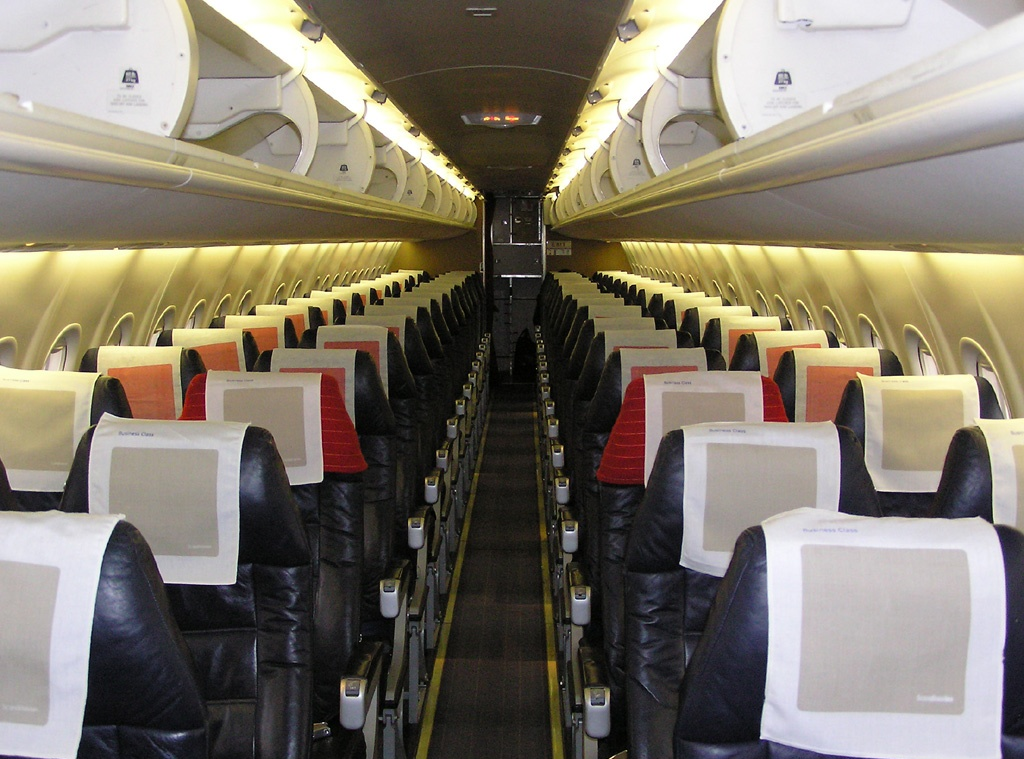
Flygplanskabin med 2+2 stolar i bredd